# The Whistler (serie televisiva)
The Whistler  è una serie televisiva statunitense in 39 episodi trasmessi per la prima volta nel corso di una sola stagione dal 1954 al 1955.

## Trama
È una serie televisiva di tipo antologico in cui ogni episodio rappresenta una storia a sé. Gli episodi sono storie del genere thriller o giallo e vengono presentati dalla voce di William Forman.

## Produzione
La serie fu prodotta da CBS Films Sales, Joel Malone Associates e Lindsley Parsons Picture Corporation e girata a Los Angeles in California.
Tra i registi della serie sono accreditati Will Jason (10 episodi, 1954-1955), Joel Malone (5 episodi, 1955), William F. Claxton (3 episodi, 1954-1955), Frank McDonald (2 episodi, 1954) e Charles F. Haas (2 episodi, 1955).

## Episodi
| Stagione       | Episodi | Prima TV originale |
| -------------- | ------- | ------------------ |
| Prima stagione | 39      | 1954-1955          |